# فریست هیل ویلیج (مونتانا)
فریست هیل ویلیج (به انگلیسی: Forest Hill Village) شهری در ایالت مونتانا کشور ایالات متحده آمریکا است که جمعیت آن در سرشماری سال ۲۰۱۰ میلادی، ۲۰۶ نفر بوده‌است.